# 1869年の相撲
1869年の相撲（1869ねんのすもう）は、1869年の相撲関係のできごとについて述べる。

## 興行
- 11月場所（東京相撲）[1]
  - 興行場所:本所回向院
  - 1月2日（旧11月20日）より晴天10日間興行
- 3月場所（大阪相撲）[2]
  - 興行場所:難波新地
- 4月場所（東京相撲）[3]
  - 興行場所:本所回向院
  - 5月16日（旧4月5日）より晴天10日間興行
- 8月場所（大阪相撲）[4]
  - 興行場所:難波新地
- 9月場所（京都大阪合同相撲）[5]
  - 興行場所:錦天神境内
- 11月場所（東京相撲）[6]
  - 興行場所:本所回向院
  - 晴天10日間興行